# Понсон-Деба-Путс
Понсо́н-Деба́-Путс (фр. Ponson-Debat-Pouts) — коммуна во Франции, находится в регионе Аквитания. Департамент — Атлантические Пиренеи. Входит в состав кантона Пе-де-Морлаас и дю Монтанерес. Округ коммуны — По.
Код INSEE коммуны — 64451.

## География
Коммуна расположена приблизительно в 650 км к югу от Парижа, в 175 км южнее Бордо, в 27 км к востоку от По.
На востоке коммуны протекает река Лис-д’Арре, а на западе — река Карбуэр и расположено озеро Луэт, образованное плотиной.

### Климат
Климат тёплый океанический. Зима мягкая, средняя температура января — от +5°С до +13°С, температуры ниже −10 °C бывают редко. Снег выпадает около 15 дней в году с ноября по апрель. Максимальная температура летом порядка 20-30 °C, выше 35 °C бывает очень редко. Количество осадков высокое, порядка 1100 мм в год. Характерна безветренная погода, сильные ветры очень редки.

## Население
Население коммуны на 2010 год составляло 88 человек.
| 1962 | 1968 | 1975 | 1982 | 1990 | 1999 | 2010 |
| ---- | ---- | ---- | ---- | ---- | ---- | ---- |
| 101  | 95   | 93   | 91   | 81   | 87   | 88   |

## Администрация
| Период | Период | Фамилия                | Партия | Примечания |
| ------ | ------ | ---------------------- | ------ | ---------- |
| 1995   | 2008   | Пьер Би                |        |            |
| 2008   | 2014   | Жан-Бернар Кандо-Балио |        |            |
| 2014   | 2020   | Франк Бошер            |        |            |

## Экономика
В 2010 году среди 56 человек трудоспособного возраста (15-64 лет) 43 были экономически активными, 13 — неактивными (показатель активности — 76,8 %, в 1999 году было 82,6 %). Из 43 активных жителей работали 41 человек (23 мужчины и 18 женщин), безработных было 2 (0 мужчин и 2 женщины). Среди 13 неактивных 5 человек были учениками или студентами, 5 — пенсионерами, 3 были неактивными по другим причинам.

## Достопримечательности
- Церковь Св. Иоанна Крестителя (XVII век)[4]
- Церковь Св. Орана (XII век)[5]

## Фотогалерея
- Церковь Св. Орана
- Карта коммуны